# DynCorp
DynCorp ist ein amerikanisches privates Sicherheits- und Militärunternehmen. Das von Annandale (Virginia) aus geführte Unternehmen hat Mitarbeiter in vielen Konfliktgebieten der Welt stationiert, darunter  Somalia, Angola, Haiti, Kolumbien, Kosovo, Kuwait, Afghanistan und Irak. Es ist auch in der Provinz Chapare in Bolivien aktiv (Zerstörung von Koka-Feldern).
Mitarbeiter von DynCorp waren zwischen 1999 und 2004 in einen Skandal um Menschenhandel und Zwangsprostitution verwickelt.

## Firmengeschichte
DynCorp entstand 1951 durch den Zusammenschluss der beiden 1946 gegründeten Unternehmen California Eastern Airways und Land-Air Inc., zunächst noch unter dem Namen Dynalectron Corporation.
1964 erweiterte die Firma ihren Geschäftsbereich durch den Kauf der Firma Hydrocarbon Research, Inc., einem Dienstleister in der Energiebranche. Bis ins Jahr 1987 kaufte die Dynalectron Corporation 14 weitere Firmen, die in der Luftfahrtservicebranche tätig waren. Im selben Jahr wurde sie in DynCorp International LLC umbenannt.
Im März 2003 wurde DynCorp durch die Firma Computer Sciences Corporation für 950 Millionen US-Dollar aufgekauft. Da aber CSC primär am IT-Bereich interessiert war, wurden alle anderen Sektoren nach internen Umstrukturierungen wieder abgestoßen. Seit 11. Februar 2005 tritt DynCorp unter der neuen Muttergesellschaft DynCorp International Inc. auf. Zu diesem Zeitpunkt hatte DynCorp 26.000 Angestellte und 95 % der Einnahmen kamen aus US-Regierungsverträgen.

## Einsatzgebiete

### Afghanistan
DynCorps Mitarbeiter waren unter anderem im Norden des Landes, in dem von der Bundesrepublik Deutschland geführten RC (Regional Command) North im Raum Kundus mit der Ausbildung der Afghanischen Nationalpolizei (ANP) betraut. Außerdem stellten sie die Leibwache des Präsidenten Hamid Karzai.

### Bosnien-Herzegowina
Mitarbeiter des Unternehmens waren nach dem Bosnienkrieg für die Vereinten Nationen tätig. Einige waren in Zwangsprostitution verwickelt. Nachdem Kathryn Bolkovac dies aufgedeckt hatte, wurde sie von DynCorp entlassen. Sie klagte erfolgreich wegen ungerechtfertigter Entlassung gegen die Firma, was den Skandal erst an die Öffentlichkeit brachte. Teile des Geschehens wurden in dem Film Whistleblower – In gefährlicher Mission von 2011 verarbeitet.

### Gazastreifen
Am 15. Oktober 2003 wurden drei Angestellte von DynCorp bei einem terroristischen Bombenanschlag im Gazastreifen getötet. Sie arbeiteten als Leibwächter für amerikanische Diplomaten, indem sie den diplomatischen Sicherheitsdienst ergänzten.

### Irak
2003 sollen etwa tausend Mitarbeitende von DynCorp im Irak die US-Armee bei Logistik und Wartung unterstützt haben. DynCorp-Mitarbeiter waren unter anderem an den Verhören von Gefangenen im wegen der dort stattgefundenen Folter bekannt gewordenen irakischen Gefängnis in Abu-Ghuraib beteiligt.

### Kolumbien
Im Rahmen des Plan Colombia setzte DynCorp 88 Flugzeuge sowie 307 Mitarbeiter ein. Deren Aufgabe ist es, Koka-Felder mit Chemikalien zu besprühen, damit die Pflanzen eingehen. Ebenfalls gibt es immer wieder Berichte, dass DynCorp Mitarbeiter aktiv an Kampfhandlungen teilnehmen.

### Liberia
Etwa 60 DynCorp-Mitarbeiter übernahmen im Auftrag der Regierung Ellen Johnson-Sirleaf im Januar 2006 den Wiederaufbau und die Ausbildung der liberianischen Armee. Die US-Regierung bezahlte die Ausbildung.

### USA
DynCorp arbeitete mit der Dewberry of Fairfax und der Parsons Corporation of Pasadena zusammen, um provisorische Unterkünfte für die Opfer des Hurrikan Katrina zu bauen. Außerdem wurden 13 Mitarbeiter entsandt, um den möglichen Schaden an den fünf Krankenhäusern von New Orleans festzustellen.

## Rechtliche Situation
Die Firma wird in den USA wie alle „Sicherheitsdienstleister“ nicht (direkt) staatlich beaufsichtigt. Dies ist nur der Fall, wenn eine Firma für die amerikanische Regierung/Staat arbeitet.
Die argentinische Journalistin Sheila Mysorekar schreibt dazu: „So häufen sich denn auch kriminelle Zwischenfälle. DynCorp-Angestellte waren zum Beispiel in Bosnien in Machenschaften mit minderjährigen Prostituierten verwickelt. Soldaten fallen unter die Militärgerichtsbarkeit, Sicherheitsunternehmen jedoch nicht, sondern unter die zivile. Sie arbeiten in einer legalen Grauzone, besonders aufgrund der chaotischen Situation in Kriegsgebieten. Eine öffentliche Diskussion darüber findet nicht statt. Privatisierungen gelten in den USA per se als positiv.“

### Kritik
Kritiker werfen dem Unternehmen vor, auch zur Aufstandsbekämpfung in Bolivien eingesetzt zu werden und am Kokain-Schmuggel mitzuverdienen, was allerdings noch unbewiesene Anklagen sind. Außerdem kommt hier, wie bei anderen privaten Sicherheits- und Militärunternehmen, die Frage der Verantwortlichkeit der Unternehmen auf, die nicht direkt wie Militärs zur Rechenschaft gezogen werden können und nicht den gleichen Kontrollen unterliegen wie diese.
Am 11. September 2001 präsentierte die Fundacion International por los Derechos Laborales eine Beschwerde von 10.000 ecuadorianischen Landwirten aus dem kolumbianischen Grenzgebiet zu Kolumbien und aus dem Amazonas vor einem Bundesgericht in den USA. Sie zeigten DynCorp wegen „ungerichteter-alle betreffender“ Folter, Kindesmord und fahrlässiger Tötung im Regenwald und entlang der ecudorianisch-kolumbianischen Grenze an. Die Klage, die sich auf das alien tort Claims-Gesetz berief, wurde im Januar 2002 von Bundesrichter Roberts mit der Begründung abgewiesen, dass die Arbeit der Firma DynCorp die nationale Sicherheit tangiere. DynCorp fliegt Besprühungen mit Glyphosat, welches in dieser Stärke nicht für den US-amerikanischen und westeuropäischen Markt zugelassen ist.
Im Jahr 2010 wurde durch die Whistleblower-Seite Wikileaks ein Skandal entdeckt, der massiven Kindesmissbrauch durch DynCorp-finanzierte Feiern belegt.

## US-Staatsaufträge
Die US-Geheimdienste vergeben diverse Aufgaben, beispielsweise zur nachrichtendienstlichen Überwachung, an private Firmen. Im Jahr 2013 erhielten so die wichtigsten Unternehmen, dazu gehört auch DynCorp, für ihre Arbeit für die amerikanischen Geheimdienste annähernd 190 Milliarden US-Dollar, was etwa 70 % des gesamten Geheimdienstvolumens ausmachen soll. Viele Unternehmen konnten durch die US-Staatsaufträge nach dem 11. September 2001 ihre Umsätze vervielfachen.
| Name des Unternehmens            | Name des Unternehmens                          | Anzahl Mitarbeiter (% mit Sicherheitsüberprüfung) | Anteil der US-Staatsaufträge an allen Aufträgen | Umsatz 2013 in Mrd. US-Dollar    | Umsatzwachstum seit 2001         |
| Generell beauftragte Unternehmen | Generell beauftragte Unternehmen               | Generell beauftragte Unternehmen                  | Generell beauftragte Unternehmen                | Generell beauftragte Unternehmen | Generell beauftragte Unternehmen |
| -------------------------------- | ---------------------------------------------- | ------------------------------------------------- | ----------------------------------------------- | -------------------------------- | -------------------------------- |
|                                  | Booz Allen Hamilton                            | 24.500 (75 %)                                     | 99 %                                            | 05,9                             | +504 %                           |
|                                  | Computer Sciences Corporation                  | 90.000 (unbekannt)                                | 34 %                                            | 15,0                             | +043 %                           |
|                                  | Science Applications International Corporation | 39.600 (unbekannt)                                | 85 %                                            | 11,2                             | +200 %                           |
|                                  | L-3 Communications                             | 51.000 (unbekannt)                                | 76 %                                            | 13,1                             | +560 %                           |
| Rüstungsunternehmen              |                                                |                                                   |                                                 |                                  |                                  |
|                                  | General Dynamics                               | 92.200 (unbekannt)                                | 66 %                                            | 31,5                             | +262 %                           |
|                                  | Lockheed Martin                                | 120.000 (>50 %)                                   | 82 %                                            | 47,2                             | +197 %                           |
|                                  | Northrop Grumman                               | 68.100 (unbekannt)                                | 90 %                                            | 28,1                             | +207 %                           |
|                                  | Raytheon                                       | 67.800 (unbekannt)                                | 73 %                                            | 24,4                             | +045 %                           |
| Dienstleistungsunternehmen       |                                                |                                                   |                                                 |                                  |                                  |
| 0                                | Abraxas                                        | 7.900 (unbekannt)                                 | 50 %                                            | 01,4                             | unbekannt                        |
|                                  | CACI                                           | 15.000 (50 %)                                     | 94 %                                            | 03,8                             | +675 %                           |
|                                  | DynCorp                                        | 29.000 (unbekannt)                                | 97 %                                            | 4,0                              | unbekannt                        |
| 0                                | ManTech                                        | 9.700 (>70 %)                                     | 99 %                                            | 2,6                              | +599 %                           |